# Difelikefalina
Difelikefalina, es vendido bajo la marca Korsuva, es un medicamento que se usa para aliviar la picazón en personas en hemodiálisis debido a una enfermedad renal crónica . Puede usarse en casos moderados a severos. Se administra mediante inyección en una vena al final de la diálisis.
Los efectos secundarios habituales son diarrea, mareos, náuseas, riesgo de caídas, potasio alto, dolor de cabeza y somnolencia. No debe utilizarse en personas con problemas hepáticos importantes. Es un agonista del receptor opioide kappa  que se une a células nerviosas e inmunitarias específicas para disminuir el picor y la inflamación. 
La difelikefalina fue aprobada para uso médico en los Estados Unidos en el 2021 y en Europa en 2022.  En el Reino Unido, le costará al NHS alrededor de 420 libras esterlinas por vial a partir de 2022. En Estados Unidos cuesta unos 2.000 dólares al mes.